# Matsukata Masayoshi
El príncipe Matsukata Masayoshi (松方 正義 Matsukata Masayoshi?) (Kagoshima, 25 de febrero de 1835 – 2 de julio de 1924) fue un político japonés, ministro del interior y de finanzas y 4.º y 6.º primer ministro de Japón.

## Biografía
Matsukata nació en el seno de una familia de samuráis en Kagoshima, antigua provincia de Satsuma (hoy en día Prefectura de Kagoshima). A los 13 años, ingresó en la universidad confunciana de la provincia, donde estudia las enseñanzas de Wang Yangming, quien predicaba lealtad hacia el emperador. Empezó su carrera como un burócrata del dominio feudal de Satsuma. En 1866 fue enviado a Nagasaki a estudiar la ciencia occidental y matemática. Matsukata contaba con la estima de Okubo Toshimichi y Saigō Takamori, samuráis leales al emperador y líderes de la restauración Meiji, quienes se valieron de sus servicios como enlace entre Kioto y el gobernador del dominio en Kagoshima. Durante la restauración Meiji, Matsukata ayudó a mantener el orden en Nagasaki tras la caída del Shogunato Tokugawa. En 1868, fue designado por el nuevo gobierno Meiji gobernador de la Prefectura de Hita (hoy en día parte de la Prefectura de Ōita).

## Reforma financiera
Matsukata se mudó a Tokio en 1871, donde se dedicó a preparar las leyes de la Reforma del Impuesto de Tierras que tuvo lugar entre 1873 y 1881. Según el nuevo sistema de impuestos:
1. Los contribuyentes pagarían sus impuestos con dinero en vez de con arroz
2. Los impuestos se calcularían en base al precio en las fincas, no al monto del producto agricultural producido, y
3. El índice de impuestos sería el 3% del valor de las fincas, y el propietario de las mismas estaría obligado a pagar aquellos impuestos.

Este nuevo sistema supuso un cambio radical con respecto al anterior, en el que los impuestos debían pagarse con arroz y en función de la procedencia y cantidad de cereal producido. Este nuevo sistema tardó años en ser aceptado por la población japonesa.
Matsukata fue nombrado ministro del interior en 1880. Al año siguiente, tras la caída en desgracia de Okuma Shigenobu fue nombrado ministro de finanzas, debiendo afrontar la grave crisis económica que sufría el país debido a la elevada inflación. Matsukata optó por una política de austeridad financiera (conocida como la "deflación de Matsukata") que consiguió devolver la confianza en la moneda y en las instituciones económicas. En 1882, funda el Banco de Japón, que a partir de entonces empezó a emitir papel moneda en nombre del gobierno. Cuando Itō Hirobumi se convirtió en el primer primer ministro de Japón en 1885, insistió en que Matsukata fuera el primer ministro de Finanzas bajo la nueva constitución Meiji.
Matsukata también intentó proteger la industria japonesa de la competencia extranjera, pero se vio frenado por los "Tratados Desiguales", que daban preferencia a los intereses económicos occidentales. Con todo, la imposibilidad de instaurar medidas proteccionistas benefició a Japón, puesto que impulsó las industrias de la exportación.
Matsukata ejerció como miembro de finanzas en 7 de los 10 primeros gobiernos y en 18 de los 20 años entre 1881 y 1901. También escribió los artículos 62 a 72 de la Constitución Meiji de 1889.

## Primer ministro

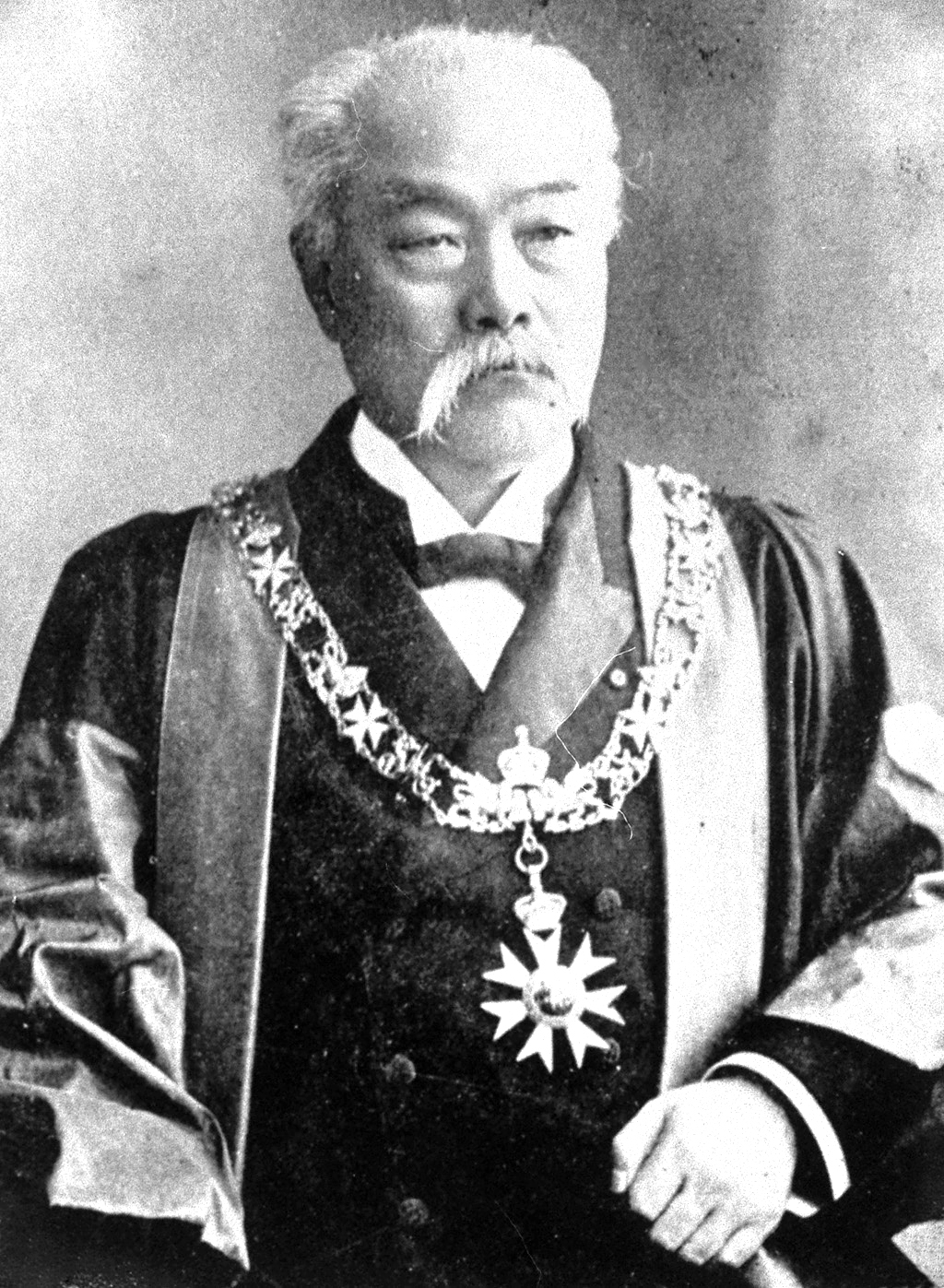
Retrato de Matsukata

Matsukata sucedió a Yamagata Aritomo como primer ministro desde el 6 de mayo de 1891 hasta el 8 de agosto de 1892 y a Itō Hirobumi entre el 18 de septiembre de 1896 y el 12 de enero de 1898, mandatos en los que continuó ostentando el cargo de ministro de finanzas.
Un asunto importante durante su mandato fue la presión que se ejerció por parte de la Sociedad del Océano Negro, un grupo ultranacionalista formado en 1879 y apoyado por personalidades influyentes dentro y fuera del gobierno. La Sociedad demandaba (y así lo consiguió de Matsukata) una política exterior más fuerte.
Tras dejar el gobierno, Matsukata desempeñó los cargos de presidente de la Cruz Roja japonesa, consejero privado, gijokan, miembro de la cámara de pares y Señor Guardián del Sello Imperial de Japón. Recibió los títulos de príncipe y de genrō.

## Honores y condecoraciones
- Matsukata fue caballero gran cruz de la Orden de San Miguel y San Jorge.